# Дмитрук Леонтій Михайлович
Леонтій Михайлович Дмитрук (* 11 листопада 1949) — вчений агроном, директор птахофабрики «Перемога» Черкаського району, народний депутат України 1-го скликання.

## Біографія
Народився у 1949 році. Вищу освіту здобув в Уманському сільськогосподарському інституті імені О. М. Горького. У 1975–1991 роках був членом КПРС; обирався депутатом Черкаської районної ради.
18 березня 1990 року обраний депутатом Верховної Ради УРСР 12-го скликання (Черкаський виборчий округ № 426; висунутий колективом птахофабрики «Перемога»; у 2-му турі набрав 57,09% голосів виборців). Входив до груп «Аграрники», «Земля і воля». Був членом Комісії ВР України з питань відродження та соціального розвитку села. Склав повноваження 10 травня 1994 року.
Одружений, має доньку та сина; дві внучки.